# Celama dilmuna
Celama dilmuna är en fjärilsart som beskrevs av Edward P. Wiltshire 1962. Celama dilmuna ingår i släktet Celama och familjen trågspinnare. Inga underarter finns listade i Catalogue of Life.